# Southernplayalisticadillacmuzik
Southernplayalisticadillacmuzik (Southern Playalistic Cadillac Muzik) é o álbum de estreia da banda OutKast, lançado a 26 de Abril de 1994. Após terem se tornado amigos em 1992, os rappers Dre e Big Boi perseguiram uma carreira gravando música como uma dupla e trabalhando com a equipe de produção Organized Noise, o que levou ao seu contrato com a LaFace. O álbum foi produzido pela equipe e gravado nos estúdios Dungeon, D.A.R.P. Studios, Purple Dragon, Bosstown, and Doppler Studios em Atlanta.
Um álbum de Southern hip hop, Southernplayalisticadillacmuzik apresenta instrumentação ao vivo em sua produção de hip hop e elementos musicais dos gêneros de funk e soul. Querendo fazer uma declaração sobre a vida urbana como um afro americano no Sul, o OutKast escreveu e gravou o álbum quando adolescentes e abordou tópicos sobre maioridade em suas canções. Eles incorporaram ganchos repetitivos e gírias sulistas em suas letras.
O álbum alcançou o número 20 na Billboard 200, e ficou nas paradas por 26 semanas, e foi eventualmente certificado como disco de platina nos Estados Unidos. Foi promovido com três singles, incluindo "Player's Ball", que ajudou a criar expectações para o álbum. Desde seu lançamento, Southernplayalisticadillacmuzik recebeu avaliações positivas dos críticos musicais e ajudou a distinguir o hip hop sulista como uma força credível na cena do hip hop, junto ao domínio das costas leste e oeste no mercado. O álbum tem sido visto por escritores desde então como um importante lançamento em ambas as cenas musicais do hip hop e de Atlanta.

## Recepção

### Performance comercial
Southernplayalisticadillacmuzik atingiu o número 20 na Billboard 200, permanecendo na parada por 26 semanas. Também chegou ao número 3 da parada Billboard Top R&B/Hip-Hop Albums, e ficou na parada por 50 semanas. O álbum foi certificado como platina em 5 de Abril de 1995 pela Record Industry Association of America, e vendeu 1,308,249 cópias.

### Recepção crítica
| Críticas profissionais | Críticas profissionais |
| Avaliações da crítica  | Avaliações da crítica  |
| Fonte                  | Avaliação              |
| ---------------------- | ---------------------- |
| Allmusic               | [ 4 ]                  |
| Robert Christgau       | [ 5 ]                  |
| Entertainment Weekly   | A                      |
| Los Angeles Times      | [ 7 ]                  |
| RapReviews             | 7.5/10                 |
| Rolling Stone          | [ 9 ]                  |
| The Source             | [ 10 ]                 |

Southernplayalisticadillacmuzik recebeu avaliações positivas dos críticos musicais. Stanton Swihart do Allmusic deu ao álbum 4 de 5 estrelas, elogiando o "senso criativo de fluxo de rimas" do Outkast. James Bernard do Entertainment Weekly elogiou o álbum por suas descrições precisas da vida sulista, assim como a mensagem de "Git Up, Git Out", opinando que "já era hora de alguém falar para os jovens obcecados com maconha de hoje para 'se levantar, sair e fazer algo/Não passe todo seu tempo tentando ficar chapado.'" Dennis Hunt do Los Angeles Times também elogiou "Git Up, Git Out", chamando-a de a melhor canção do álbum. Christian Hoard da Rolling Stone chamou o disco de "surpreendentemente profundo" para um álbum de estreia de uma dupla de até então adolescentes. Hoard também disse que Southernplayalisticadillacmuzik "marcou uma estreia" para o Southern hip hop que "ajudou a definir uma nova corrente de hip hop que iria rejuvenescer a música no final dos anos '90 e início dos anos 2000."

## Lista de faixas
| N.º | Título                                   | Compositor(es)                                                                                 | Producer(s)     | Duração |  |
| 1.  | "Peaches (Intro)"                        |                                                                                                | Organized Noize | 0:51    |  |
| 2.  | "Myintrotoletuknow"                      | André Benjamin, Organized Noize, Antwan Patton                                                 | Organized Noize | 2:40    |  |
| 3.  | "Ain't No Thang"                         | André Benjamin, Organized Noize, Antwan Patton                                                 | Organized Noize | 5:39    |  |
| 4.  | "Welcome to Atlanta (Interlude)"         |                                                                                                | Organized Noize | 0:58    |  |
| 5.  | "Southernplayalisticadillacmuzik"        | André Benjamin, Organized Noize, Antwan Patton                                                 | Organized Noize | 5:18    |  |
| 6.  | "Call of da Wild" (featuring Goodie Mob) | Robert Barnett, André Benjamin, Thomas Burton, Willie Knighton, Organized Noize, Antwan Patton | Organized Noize | 6:06    |  |
| 7.  | "Player's Ball"                          | André Benjamin, Organized Noize, Antwan Patton                                                 | Organized Noize | 4:21    |  |
| 8.  | "Claimin' True"                          | André Benjamin, Organized Noize, Antwan Patton                                                 | Organized Noize | 4:43    |  |
| 9.  | "Club Donkey Ass (Interlude)"            | Andrews, Robert Barnett, André Benjamin, Brian Loving, Mahone, Antwan Patton, David Sheats     | Organized Noize | 0:25    |  |
| 10. | "Funky Ride"                             | Organized Noize                                                                                | Organized Noize | 6:31    |  |
| 11. | "Flim Flam (Interlude)"                  |                                                                                                | Organized Noize | 1:15    |  |
| 12. | "Git Up, Git Out" (featuring Goodie Mob) | André Benjamin, Thomas Burton, Cameron Gipp, Antwan Patton                                     | Organized Noize | 7:27    |  |
| 13. | "True Dat (Interlude)"                   |                                                                                                | Organized Noize | 1:16    |  |
| 14. | "Crumblin' Erb"                          | André Benjamin, Organized Noize, Antwan Patton                                                 | Organized Noize | 5:10    |  |
| 15. | "Hootie Hoo"                             | André Benjamin, Organized Noize, Antwan Patton                                                 | Organized Noize | 3:59    |  |
| 16. | "D.E.E.P."                               | André Benjamin, Organized Noize, Antwan Patton                                                 | Organized Noize | 5:31    |  |
| 17. | "Player's Ball (Reprise)"                | André Benjamin, Organized Noize, Antwan Patton                                                 | Organized Noize | 2:20    |  |

## Singles
| Informação                                                                 |
| -------------------------------------------------------------------------- |
| "Player's Ball" - Lançado: 22 de Novembro de 1993 - B-side:                |
| "Southernplayalisticadillacmuzik" - Lançado: 20 de Junho de 1994 - B-side: |
| "Git Up, Git Out" - Lançado: 10 de Outubro 1994 - B-side:                  |

## Posições nas paradas
| Parada (1994)                 | Melhor posição |
| ----------------------------- | -------------- |
| E.U.A. Billboard 200          | 20             |
| E.U.A. Top R&B/Hip-Hop Albums | 3              |